# Roman Cieślewicz

Roman Cieślewicz, 1962

Roman Kazimierz Cieślewicz (* 13. Januar 1930 in Lwów, Polen; † 21. Januar 1996 in Antony) war ein polnisch-französischer Grafiker und Illustrator, Plakatkünstler und Fotograf.
Roman Cieślewicz studierte Kunst an der Kunsthochschule Krakau mit Abschluss im Jahr 1955. 1963 zog er nach Frankreich, ließ sich in Paris nieder und wurde im Jahr 1971 französischer Staatsbürger.
Er arbeitete viele Jahre als Illustrator oder Art Director, zum Beispiel für Elle (1965–1969) und die Werbeagentur MAFIA (1969–1972). Er gestaltete Magazine für Opus International (1967–1969), Kitsch (1970–71) und Cnac-archives (1971–74).
Seit 1963 arbeitete er unter anderem für das Musée des Arts Décoratifs, Hachette, das Centre Georges Pompidou, das Festival d'Automne, Ketschum, die Galeries Lafayette und das Musée Picasso.
Cieślewicz nahm an zahlreichen internationalen Ausstellungen teil. Im Jahr 1964 wurde er zur Teilnahme an der documenta III in Kassel eingeladen.
Seit 1975 war er Lehrer an der École Supérieure d'Arts Graphiques in Paris. Er war Mitglied der Alliance Graphique Internationale AGI.
Er war Ehemann von Alina Szapocznikow.